# Rówienkowa Przełęcz
Rówienkowa Przełęcz (słow. Rovienkové sedlo, niem. Rovinkischarte, węg. Rovinki-horhos) – głęboka przełęcz w głównej grani Tatr położona na wysokości 2230 m n.p.m., pomiędzy Rówienkową Turnią (Rovienková veža, 2272 m) a Krzesanym Rogiem (Kresaný roh, 2305 m). Po północno-zachodniej stronie przełęczy znajduje się dolina Rówienki (Rovienková dolina), a po południowo-wschodniej – Dolina Staroleśna (Veľká Studená dolina).
Na przełęcz nie wyprowadza żaden szlak turystyczny. Przejście przez Rówienkową Przełęcz jest dogodnym połączeniem dolin leżących po obu jej stronach. Było ono od dawna znane i używane przez myśliwych.
Pierwsze znane wejścia:
- latem – Zygmunt Klemensiewicz i Jerzy Maślanka, 30 sierpnia 1906 r.,
- zimą – Valter Delmár i Gyula Komarnicki, 18 marca 1916 r.